# Municipio de Kosciusko
El municipio de Kosciusko (en inglés, Kosciusko Township) es una subdivisión administrativa del condado de Day, Dakota del Sur, Estados Unidos. Según el censo de 2020, tiene una población de 203 habitantes.

## Geografía
Está ubicado en las coordenadas 45°30′43″N 97°17′23″O / 45.51194, -97.28972 (45.512015, -97.289623). Según la Oficina del Censo de los Estados Unidos, tiene una superficie total de 107.98 km², de la cual 102.58 km² corresponden a tierra firme y 5.40 km² es agua.

## Demografía
Según el censo de 2020, hay 203 personas residiendo en la zona. La densidad de población es de 1.98 hab./km². El 86.21 % son blancos, el 9.85 % son amerindios, el 0.99% son asiáticos, el 0.49% es de otra raza y el 2.46 % son de una mezcla de razas. Del total de la población, el 0.99 % son hispanos o latinos de cualquier raza.